# Мошин, Александр Фёдорович
Александр Фёдорович Мошин (28 августа 1917, Владимирская область — 13 июля 1943, Орловская область) — советский лётчик-испытатель и лётчик-ас истребительной авиации. Гвардии капитан.

## Биография
Родился 28 августа 1917 года в деревне Калита ныне Вязниковского района Владимирской области в семье рабочего. Русский. С 1925 года жил в городе Вязники. В 1931 году окончил 7 классов средней школы, в 1933 году — школу фабрично-заводского ученичества, в 1935 году — 2 курса Вязниковского текстильного техникума. Одновременно с учёбой в 1933-1935 годах работал заправщиком на обувной фабрике «Красный Октябрь».
В Красной Армии с августа 1935 года. В 1938 году окончил 11-ю Ворошиловградскую военную авиационную школу лётчиков имени Пролетариата Донбасса. Служил в строевых частях ВВС пилотом и начальником парашютно-десантной службы авиационной эскадрильи.
Участник боёв на реке Халхин-Гол с 16 июня 1939 года. Воевал на истребителе И-16. В первые дни конфликта воевал в составе 70-го и 22-го истребительных авиационных полков, затем — в эскадрилье капитана В. П. Кустова 56-го истребительного авиационного полка. В воздушном бою 4 августа 1939 года тараном сбил японский истребитель И-97, благополучно посадив после этого свой самолёт на аэродром. Всего в небе Монголии лейтенант А. Ф. Мошин сбил лично 1 и в группе 3 японских самолёта (в литературе имеются существенные расхождения о числе побед А. Ф. Мошина на Халхин-Голе: 2 личные и 3 групповые, 1 личная и 5 групповых). 1 сентября 1939 года в воздушном бою был ранен, покинул горящий самолёт с парашютом и отправлен на Родину.
Указом Президиума Верховного Совета СССР от 29 августа 1939 года за мужество и героизм, проявленные при выполнении воинского и интернационального долга лейтенанту Мошину Александру Фёдоровичу присвоено звание Героя Советского Союза с вручением ордена Ленина. После учреждения знака особого отличия ему была вручена медаль «Золотая Звезда» № 145.
Старший лейтенант Мошин участвовал в советско-финляндской войне 1939—1940 годов. Был заместителем командира эскадрильи 38-го и 7-го истребительных авиационных полков. Одержал 1 личную победу, сбив в воздушном бою 7 марта 1940 года финский бомбардировщик Bristol Blenheim.
С сентября 1940 года по февраль 1941 года обучался в Военно-воздушной академии. С 6 марта 1941 года — на испытательной работе в НИИ ВВС.
На фронтах Великой Отечественной войны с 7 июля 1941 года. Был командиром звена 402-го истребительного авиационного полка особого назначения ВВС Северо-Западного фронта, сформированного из числа лётчиков-испытателей. Воевал на истребителе МиГ-3. В августе 1941 года отозван с фронта и возвращён на лётно-испытательную работу.
8 августа 1942 года назначен заместителем командира эскадрильи 51-го истребительного авиационного полка в ВВС Забайкальского военного округа. Член ВКП(б) с 1942 года.
С ноября 1942 года — вновь на фронте, командир эскадрильи 32-го гвардейского истребительного авиационного полка на Калининском, Северо-Западном и Брянском фронтах. На истребителях Як-1 и Ла-5 гвардии капитан Мошин А. Ф. совершил 40 боевых вылетов, провёл 29 воздушных боёв, сбил лично 4 самолёта противника.
13 июля 1943 года погиб в воздушном бою на Курской дуге у посёлка Матвеевский Залегощенского района Орловской области. Обстоятельства гибели Героя остались тайной — его последний бой был в условиях сильной облачности и единственный видевший его гибель сослуживец вспоминал, что в какой-то момент самолёт Мошина «вывалился» из облаков и врезался в землю, но что стало причиной этому — установить после взрыва машины при ударе об землю не было возможности.
На трёх войнах, в которых сражался Александр Мошин, он по подтверждённым данным сбил лично 6 и в группе 3 вражеских самолётов. В литературе иногда указывается и более высокое количество побед.
Похоронен возле деревни Студенец Орловской области.
Имя Героя носит улица в городе Вязники, там же установлена мемориальная доска. Ещё одна мемориальная доска установлена в городе Щёлково Московской области (бывший военный посёлок Чкаловский).

## Награды
- Герой Советского Союза (29.08.1939)
- Ленина (29.08.1939)
- Орден Красного Знамени (21.04.1940)
- Орден Отечественной войны 1-й степени (31.07.1943, посмертно)